# Zuidelijke Kihlankirivier
De Zuidelijke Kihlankirivier, Zweeds - Fins: Alanen Kihlankijoki, is een rivier in Zweden, die door de gemeente Pajala stroomt. De rivier verzorgt de afwatering van het Kleine Naakameer, komt een kilometer verder door het Naakameer, stroomt verder naar het oosten en krijgt nog water van de Löytybeek en andere beken, stroomt bij Kihlanki de Muonio in en is 28,750 kilometer lang.
Kleine Naakameer → Zuidelijke Kihlankirivier → Naakameer → Zuidelijke Kihlankirivier → Muonio → Torne → Botnische Golf